# Йшов трамвай дев'ятий номер
«Йшов трамвай дев'ятий номер» — український пластиліновий фільм про трамвай 9 номера, в якому прослідковується, як люди проводять, обговорюють своє буденне життя. Був створений Укранімафільмом 2002 року.
Займає 52-у позицію у списку 100 найкращих фільмів в історії українського кіно.

## Цікаві факти
- Створення фільму було вкрай складним через відсутність коштів на державній студії. Ковалю керівництво запропонувало не знімати картину із паперовою анімацією, бо «ні паперу, ні целулоїду надати не могли». Тож було вирішено використовувати пластилін.[2]
- Робоча назва фільму — «Йшов автобус № 8» і саме під такою назвою ця стрічка записана у Міністерстві культури. Наприкінці етапу режисерської розробки було вирішено змінити автобус на трамвай.
- Робота над стрічкою почалась 1999 року, але через відсутність коштів була призупинена до листопада 2001-го.
- Через зміни термінів і роботу міністерств замість нормального строку зйомок тривалістю 8-9 місяців, стрічку довелось створювати за п'ять.
- Для зйомок фільму режисер дізнався про те, яка плівка є у наявності на складі, отримавши відповідь, що є тільки «Kodak», що дорожча за звичну «Свему». Надіславши запит на отримання цієї плівки, Ковалю отримав відповідь, що ця плівка дорога і краще взяти Свему.[2]
- На зйомки витрачено близько 80 тис. грн. Більша частина з них була отримана з президентського ґранту, виданого Степану Ковалю 1998 року.
- Автори не встигли створити субтитри, тож на Берлінському кінофестивалі стрічка демонструвалась без них. Тим не менш, була дуже тепло сприйнята публікою.[2]

## Сюжет
Стрічка розказує про знайому ситуацію: ранковий трамвай, вже заповнений пасажирами і куди намагаються сісти ще більше людей. Діти, пенсіонери, молода сім'я, що свариться, сусідки, що обговорюють серіал. Зазвичай це те, що пересічний українець зустрічає по дорозі на роботу в транспорті. Ситуацію показано цікаво, яскраво і дотепно.
Фільм створено в техніці пластилінової анімації.

## Над фільмом працювали
- Автор сценарію: Степан Коваль;
- Кінорежисер та художник-постановник: Степан Коваль;
- Художний керівник: Євген Сивокінь;
- Композитор: Ігор Жук;
- Аранжування: Р. Бойко;
- Кінооператор: Олександр Ніколаєнко;
- Звукооператор: В'ячеслав Ященко;
- Художники-аніматори: Людмила Міщенко, Олег Цуріков, Олег Педан, Степан Коваль;
- Декоратори: Ольга Фоменко, Анатолій Радченко, Вадим Гахун;
- Асистент режисера: Людмила Скройбіж;
- Монтаж: Лідія Мокроусова;
- Редактор: Світлана Куценко;
- Директор картини: В'ячеслав Кілінський.

### Ролі озвучили:
- Євген Шах;
- Руслана Писанка;
- Інна Капінос-Павлишина;
- Юрій Коваленко;

## Нагороди
- «Гран-прі» фестивалю анімаційних фільмів «Крок» (2002)
- Приз глядацьких симпатій міжнародного фестивалю «Молодість» XXXII (2002)
- Нагорода Талліннського кінофестивалю «Темні ночі» (2002)
- «Гран-прі» Штутгартського міжнародного фестивалю анімаційних фільмів (2002)[4]
- «Срібний ведмідь» в Берліні (2003), перше місце серед 17 короткометражних стрічок[5]
- «За почуття гумору і стилю» на фестивалі «Кіно-Ялта 2002»[2]